# Okręg wyborczy East Worcestershire
Okręg wyborczy East Worcestershire powstał w 1832 r. i wysyłał do brytyjskiej Izby Gmin dwóch deputowanych. W 1885 r. liczbę mandatów przypadających na okręg zmniejszono do jednego. Okręg obejmował wschodnią część hrabstwa Worcestershire. Został zlikwidowany w 1918 r.

## Deputowani do brytyjskiej Izby Gmin z okręgu East Worcestershire

### Deputowani w latach 1832–1885
- 1832–1835: William Congreve Russell
- 1832–1837: Thomas Henry Cookes
- 1835–1837: Edward Holland
- 1837–1841: Horace St Paul
- 1837–1847: John Barneby
- 1841–1847: James Arthur Taylor
- 1847–1859: George Rushout-Bowes
- 1847–1861: John Hodgetts-Foley, Partia Liberalna
- 1859–1868: Frederick Gough-Calthorpe, Partia Liberalna
- 1861–1868: Harry Foley Vernon
- 1868–1874: Charles Lyttelton, Partia Liberalna
- 1868–1874: Richard Paul Amphlett
- 1874–1880: Henry Allsopp
- 1874–1880: Thomas Eades Walker
- 1880–1885: William Henry Gladstone, Partia Liberalna
- 1880–1885: George Woodyatt Hastings

### Deputowani w latach 1885–1918
- 1885–1892: George Woodyatt Hastings
- 1892–1914: Austen Chamberlain, Partia Liberalno-Unionistyczna, od 1912 r. Partia Konserwatywna
- 1914–1918: Frederick Leverton Harris, Partia Konserwatywna